# داروهای ترومبولیتیک
داروهای ترومبولیتیک (به انگلیسی: thrombolytic drug) در داروشناسی به گروهی از داروهای تجریه کننده لخته خون در عروق گفته می‌شود. این داروها در درمان از انواع بیماری‌های انعقادی قلبی-عروقی استفاده می‌شود از جمله آن‌ها می‌توان به STEMI، سکته مغزی، موارد شدید ترمبوآمبولی وریدی (PTE و DVT) اشاره کرد. اغلب این داروها فیبرین (یکی از اجزای اصلی تشکیل لخته‌های خون) را هدف قرار می‌دهند فلذا فیبرینولیتیک نامیده می‌شوند.

## داروهای شناخته شده
تمام داروهای ترومبولیتیک تأیید شده در حال حاضر بیولوژیک هستند، یا از گونه‌های استرپتوکوک مشتق شده‌اند، یا اخیراً از بیوتکنولوژی نوترکیب استفاده می‌کنند که به موجب آن tPA با استفاده از کشت سلولی تولید می‌شود و منجر به ایجاد یک فعال‌کننده پلاسمینوژن بافت نوترکیب یا rtPA می‌شود.
برخی از داروهای این گروه شامل این موارد است:
- استرپتوکیناز (کابیکیناز)
- اوروکیناز
- آلتپلاز (Activase یا Actilyse)
- Reteplase (Retavase)
- Tenecteplase
- انیسترپلاز (Eminase)